# Jozef Szentgyörgyi
Jozef Mihaly Szentgyörgyi (født 1922 - død 1988) var en ungarsk født fodboldtræner, der i 1972 var træner for Vejle BK, da klubben vandt både det danske mesterskab og DBU's landspokalturnering.
Jozef Szentgyörgyi flygtede fra Ungarn til Danmark i november 1956 efter sovjetiske tropper slog opstanden i Ungarn ned. I oktober 1957 overtog han trænerposten i B 1909 to runder før slutningen af sæsonen, da klubben lå på sidstepladsen i 1. division. Under Szentgyörgyi vandt klubben de sidste to kampe og undgik nedrykning. Året efter blev B 1909 nummer fire, men i 1959 sagde han imidlertid op midtvejs i sæsonen.
Herefter trænede Jozef Szentgyörgyi Køge BK, som han vandt 2. division med i 1960. I 1965 var han med til at sikre Haderslev FK oprykning til 3. division for første gang i klubbens historie, og i 1966 vandt han 2. division med Horsens fS. I 1967 blev Horsens fS det helt store samtaleemne i dansk fodbold og kendt under tilnavnet “Den gule fare”, da Horsens længe lå nummer et i 1. division. Klubben endte med at vinde bronzemedaljer, det bedste resultat i klubbens historie. 
I 1970 blev Jozef Szentgyörgyi træner for oprykkerne Randers Freja. Da succestræneren Frits Gotfredsen stoppede i Vejle BK efter sæsonen 1971 for at overtage trænerjobbet i Nakskov Boldklub, blev ny cheftræner i Vejle Boldklub lidt overraskende Jozef Szentgyörgyi. Efter klubbens mesterskab i 1971 var der et vist pres på den nye træner. Men 1972 sæsonen blev en endnu større triumf end 1971 sæsonen. I 1972 blev det først en finalesejr i DBU's landspokalturnering, og derefter fik mesterskabspokalen nok engang plads i klubhuset på Vejle Stadion. 
Dermed blev Jozef Szentgyörgyi den anden træner i Vejle Boldklubs historie, der sikrede klubben The Double. Den første var Frits Gotfredsen i 1958. I 1973 sendte Vejle sensationelt de franske mestre Nantes FC ud af Mesterholdenes Europa Cup med sammenlagt 3-2. I den næste runde fik Vejle overraskende 0-0 på udebane mod de skotske mestre Celtic FC, men tabte returkampen 0-1. Han sluttede trænerkarrieren af i Aabenraa BK, som han var med til at sikre oprykning til 3. division i 1977.
Jozef Szentgyörgyi blev dansk statsborger i 1972. 